# La Barceloneta (Montblanc)
El llogaret de la Barceloneta fou constituït durant el segon quart del segle xviii, a la mateixa època que es formava l'actual Prenafeta. Es creu que tant a la Barceloneta com a Prenafeta s'anaren instal·lant les mateixes famílies que abandonaven l'original Penafracta ubicada sota el castell. Les famílies es desplaçaven buscant millors terres a la plana de l'antiga Baronia de Prenafeta, de la que també formaven part Figuerola, Miramar, Mas de l'Amill i Montornès. Al segle xix Prenafeta i la Barceloneta s'integraren al terme municipal de Lilla i el 1879 passaren a formar part del municipi de Montblanc amb l'agregació de Lilla.
La Barceloneta es troba a 570 m d'altitud i a uns 700 m al sud-est de Prenafeta. Les poques cases de la Barceloneta són travessades pel sender de gran recorregut GR-7-8, conegut també com Camí de Lilla.
Els renoms de tres de les famílies que habitaven les cases d’aquest petit nucli eren Cal Turin, Cal Viola i Cal Bernat. Segons els padrons municipals de Montblanc fou entre 1910 i 1920 quan hi hagué un nombre més elevats d'habitants, fins a 20 persones empadronades. A partir de la dècada del 1950 les cases foren tancades i els seus habitants es desplaçaren a altres poblacions.